# Ligne de Reims à Verzy
 (février 2025).
La ligne du Chemin de fer de la Banlieue de Reims (CBR), reliant Reims à Verzy, était un élément clé du réseau ferroviaire local de la région de la Marne. Inaugurée en 1896, cette ligne de voie métrique servait principalement à transporter les passagers et les marchandises, notamment dans les zones viticoles.
Le trajet de 19 km était réalisé (selon le livret Chaix de mai 1914) en 1h07’.

## Historique de la ligne

### Début de la ligne

#### Genèse
Le 9 avril 1891, le conseil général de la Marne donne un avis favorable au projet de construction d’une ligne entre Cormicy et Verzy et transitant par Reims, utilisant un tramway à vapeur et présenté par Mr Alfred Lambert ingénieur de la Société des Chemins de fer économique.
Le 24 juillet 1893, le projet est déclaré d’utilité publique en reliant Cormicy à Verzy via Reims.
La construction et son exploitation étaient concédés à un groupe d’industriels liés au consortium financier Empain. Ils forment ensemble, le 5 mai 1894 et pour une durée de 75 ans, la « Société anonyme Française des Chemins de Fer de la Banlieue de Reims et extension (C.B.R.).
.

#### Construction
La construction est faite à l’économie.
La voie est souvent posée en accotement, avec des tracés sinueux et accidentés, les rampes atteignant même 43 mm/m.
Le cahier des charges, publié au journal officiel du 26 juillet 1893, prévoyait d'emprunter les voies publiques ci-après:
- Les francs-bord du canal de l'Aisne à la Marne sur 1,2 km,
- Les boulevards Louis Roederer et jules César, chaussée de Port et boulevard Fléchambault à Reims sur 3,7 km,
- Chemin de grande communication n°9 sur 0,2 km,
- Chemine de Reims à Cormontreuil sur 2,1 km,
- Ruelle à Cormontreuil et chemin vicinal n°2 sur 0,7 km,
- Chemin de grande communication n°8 sur 2,6 km,
- Chemin ruraux de Taissy à Puisieulx et de Saint Jean sur 2,0 km,
- Chemin de grande communication n°33 sur 3,0 km.

soit 15,5 km sur voies publiques.
Le rail employé est du rail Vignole de 22 puis 25 kg/mètre linéaire.
Le 16 mars 1896, le premier tronçon est ouvert de Reims à Ludes.
Le prolongement de Ludes à Vierzy est lui inauguré le 29 mars 1896.
Le 27 septembre 1899, le projet d'extension de la ligne de Verzy à Ambonnay est déclaré d’utilité publique.
La ligne est prolongée de Verzy à Ambonnay en septembre 1901.
Le 10 mai 1938, le conseil général autorise la cession gratuite des gares au communes..

### La première guerre mondiale
Proche voire, très proche du front, la ligne du C.B.R. va souffrir pendant la 1ère guerre mondiale.. Elle servira au transport des blessés et du matériel militaire.

### un dernier sursaut avant la fin de la ligne
Dans les années 1925, alors que le trafic tant voyageurs que marchandises décroient, la ligne de Reims à Verzy connait un dernier sursaut. Elle est le théatre d'excursions ferroviaires touristique ou scolaires qui pemettait de découvrir l'histoire local, le patrimoine indistriel et naturel de la rérion rémoise. Celle ligne permettait d'accéder au Fau de Verzy, au Phare de Verzenay, au Moulin de Verzenay et au vignioble champenois.

### Fin de la ligne
Après la guerre, la ligne est peu à peu remise en service mais avec le développement de la voiture et du camion, elle perd son rôle.
En 1931, le département crée une ligne de bus. La ligne est fermée au trafic voyageur le 20 mai 1931.
Puis elle ferme au trafic marchandises le 31 décembre 1933.
En 1937, les lignes sont déclassées.
En 1938, les terrains sont céder gratuitement aux communes.

## Parcours
Le parcours entre Reims et Verzy traversait : Cormontreuil, Taissy, Puisieulx, Ludes, Mailly-Champagne, Verzenay pour atteindre Verzy, terminus de la ligne.

## Le tracé de l'ancienne ligne du CBR aujourd’hui
Aujourd'hui, le tracé de l'ancienne ligne du CBR est en partie utilisé pour des sentiers de randonnée, offrant une vue panoramique sur la Montagne de Reims et permettant aux randonneurs de découvrir l'histoire du chemin de fer tout en explorant les paysages viticoles de la région.
- Chemin du Tacot du vignoble champenois[8].

Les gares ont été, soient détruites, soient revendu à des particuliers.

## Les Bâtiments
Les bâtiments avaient une forme relativement standard, avec un rez-de chaussée destiné au service, un étage réservé au logement accessible par un escalier extérieur et une marquise coté voie.

### Gare de Cormontreuil,49° 13′ 23″ nord, 4° 03′ 06″ est
La gare disposait d’un quai de chargement pour les marchandises.
La gare n'existe plus.

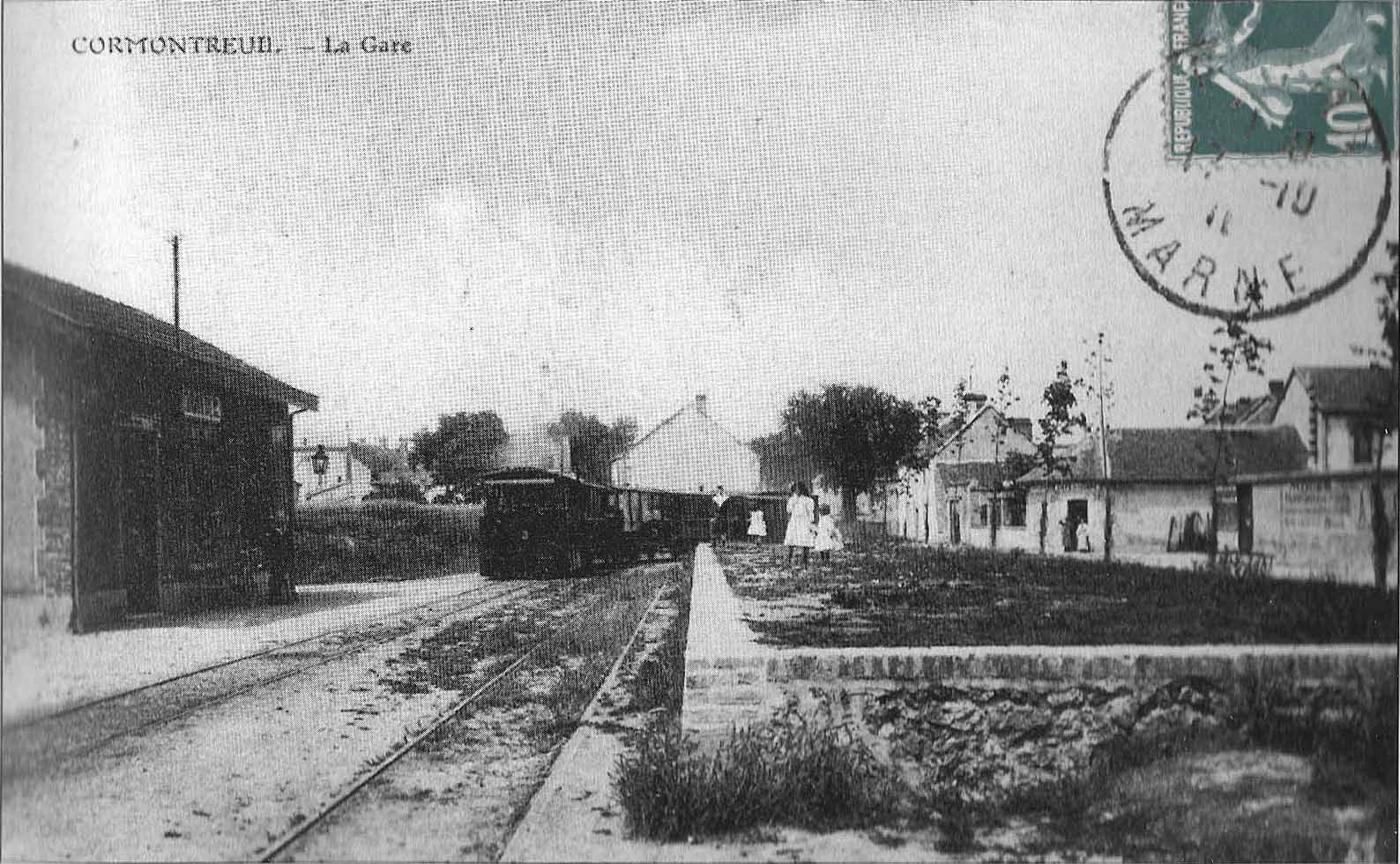
Gare de Cormontreuil.

### Gare de Taissy,49° 12′ 41″ nord, 4° 05′ 24″ est
Le bâtiment de l'ancienne gare de Taissy appartient à un particulier.

### Gare de Puisieulx,49° 11′ 34″ nord, 4° 06′ 30″ est
La gare était située 1 rue de l'ancienne Gare à Puisieulx. Le bâtiment n'existe plus.

### Gare de Ludes,49° 09′ 19″ nord, 4° 05′ 06″ est
Le bâtiment de l'ancienne gare de Ludes appartient à un particulier.

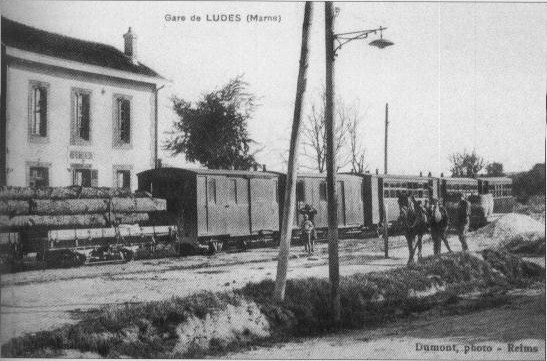
Gare de Ludes.

### Gare de Mailly-Champagne,49° 09′ 34″ nord, 4° 06′ 37″ est
La gare de Mailly-Champagne était une gare de ravitaillement en eaux pour les locomotives vapeurs.
La gare de Mailly-Champagne est cédée gratuitement à la commune en 1940 et deviendra le logement di cantonnier municipal jusqu'à son échange avec la coopérative "La Vigneronne" en 1947. Un bâtiment a été construit à sa place.

### Gare de Verzenay49° 09′ 26″ nord, 4° 08′ 27″ est
Le bâtiment de la gare a été construit en 1897, un an après l’ouverture de la ligne.
Les gares aux trafics important étaient dotées d’un portique métallique de chargement comme la gare de Verzenay.
A la fin des années 1990, la gare de Verzenay est vendue et un nouveau lotissement (avenue de Champagne) a vu le jour à cet emplacement.

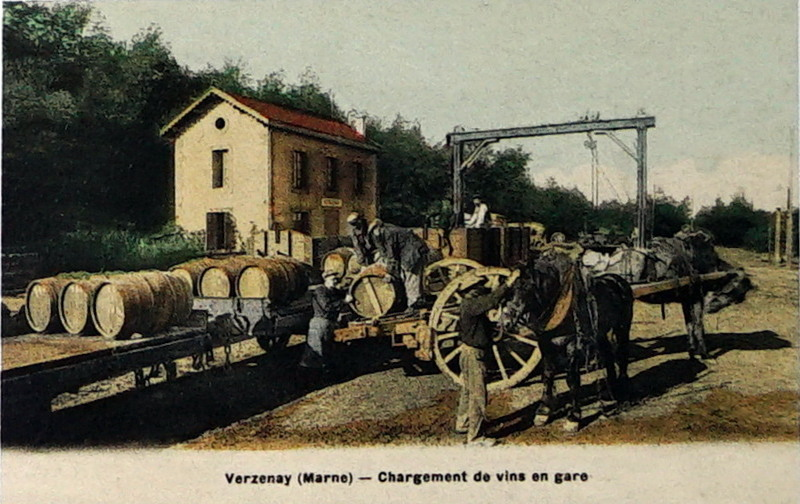
Gare de Verzenay.

### Gare de Verzy,49° 09′ 00″ nord, 4° 09′ 34″ est
Le bâtiment de l'ancienne gare de Verzy appartient à un particulier.

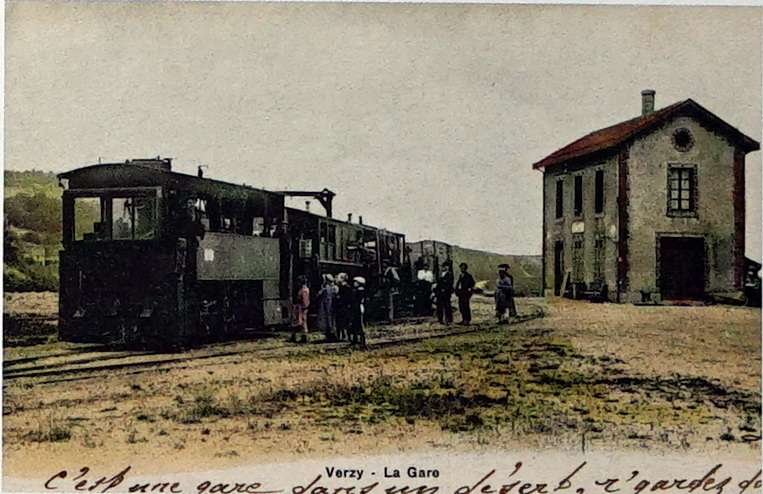
Gare de Verzy.

## Exploitation

### Service
Le cahier des charges prévoyait un minimum de 3 aller/retour par jour et une vitesse maximale de 25km/h.
Les appareils de voie étaient des aiguilles à lentille manœuvrables à pied d'oeuvre.

## Evolution de la ligne
Ligne de Reims à Verzy : les lignes du CBR sont déclassées en 1937 et les terrains et bâtiments cédés aux communes.